# Basse-Allaine
Pour les articles homonymes, voir Allaines.
Basse-Allaine est une commune suisse du canton du Jura, située dans le district de Porrentruy.
Elle a été créée le 1er janvier 2009 par fusion des communes de Buix, Courtemaîche et Montignez.

## Géographie
Les communes limitrophes sont  Boncourt, Bure, Courcelles, Courchavon, Coeuve, Damphreux-Lugnez et Villars-le-Sec.

## Politique

### Liste des maires
- 2009-2017 : Michel Choffat, Parti démocrate-chrétien (PDC)[3]
- 2018 : Alain Sutterlet, liste d’Entente[4]
- 2019-2020 : Daniel Ramseyer, Parti libéral-radical (PLR)[5]
- 2020- : Thierry Crétin[6]

## Monuments
La commune compte sur son territoire le Prieuré de Grandgourt, répertorié dans l'inventaire fédéral des sites construits à protéger en Suisse.